# Wat Phanan Choeng

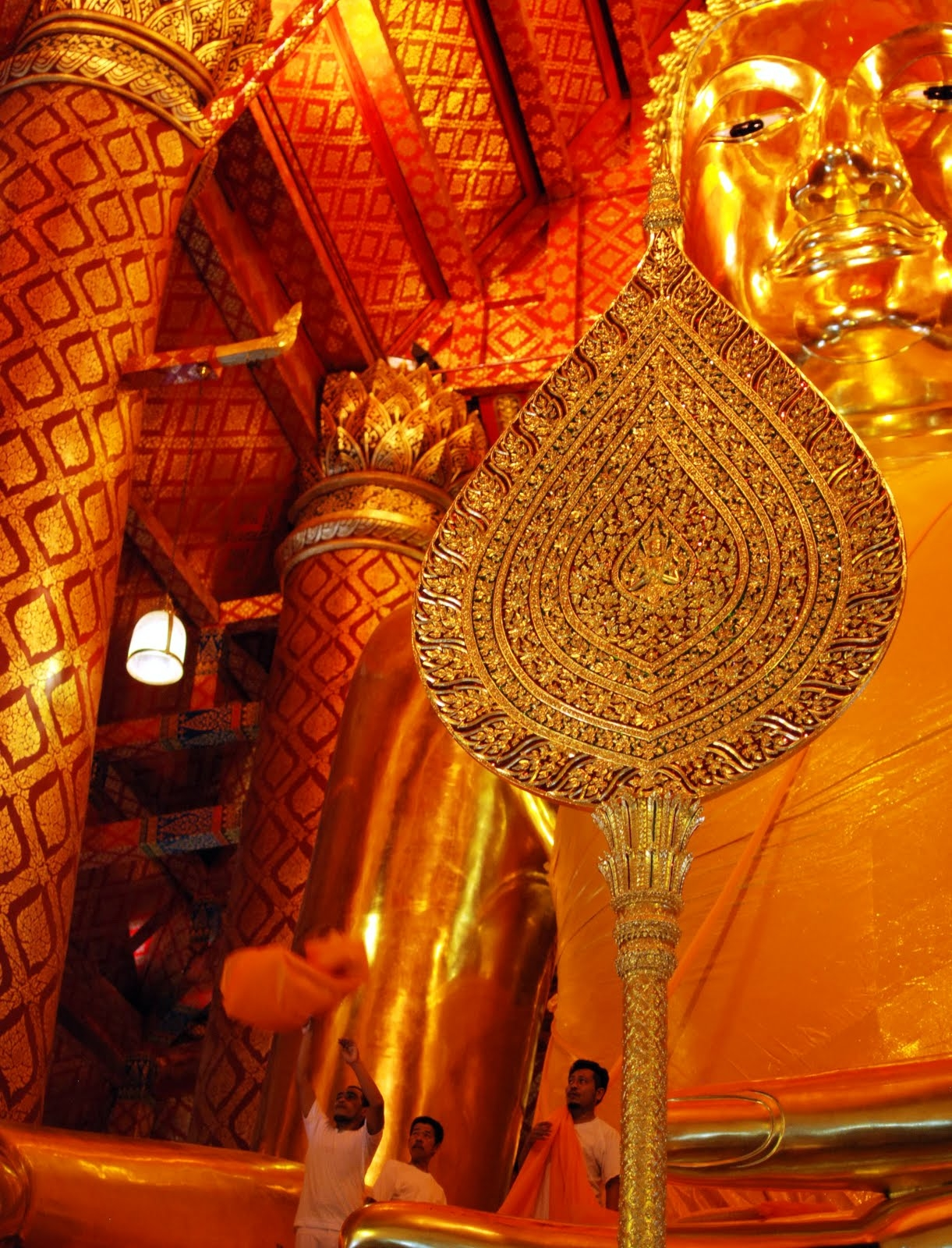
Luang Pho Tho

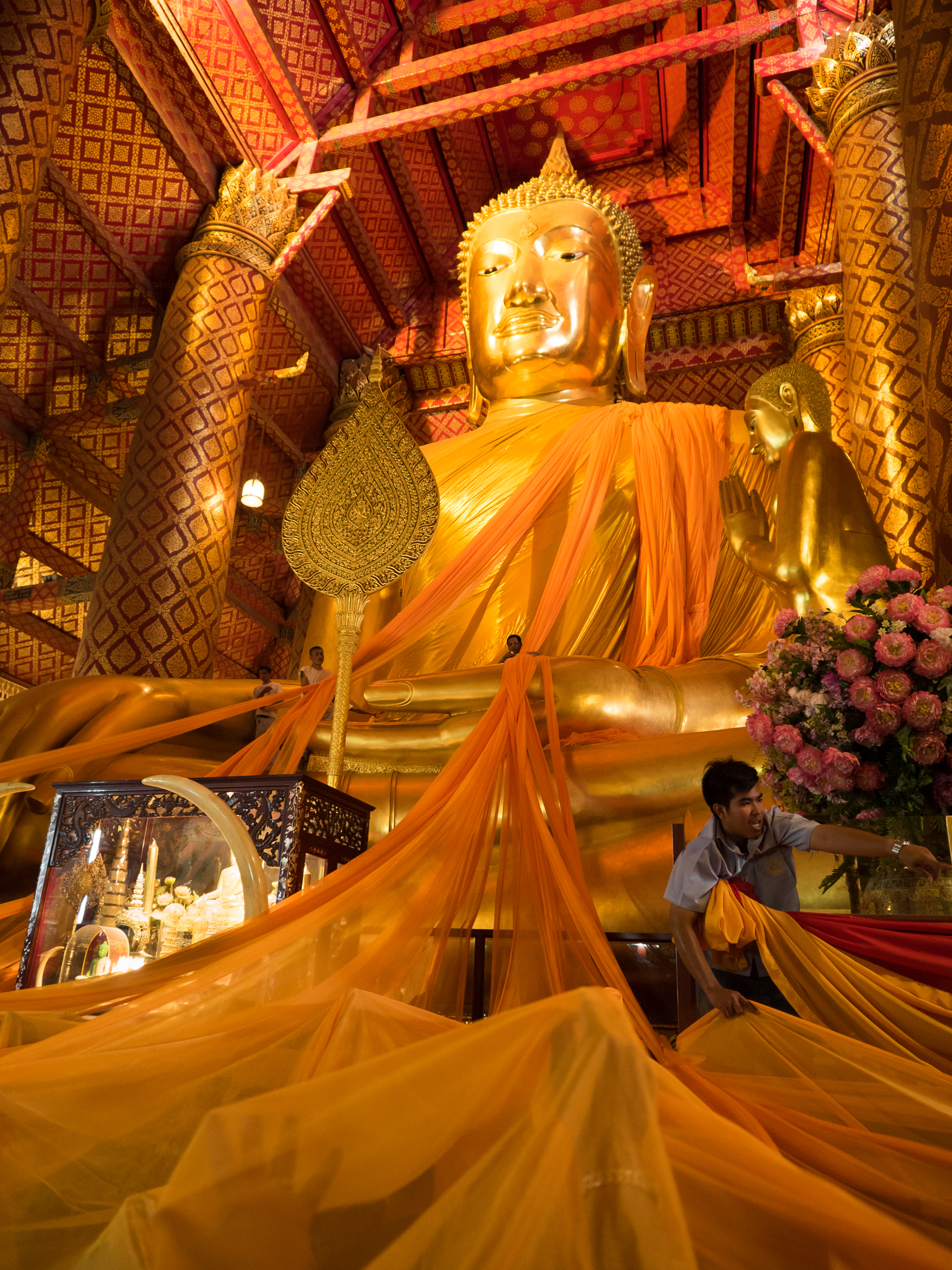
Le persone si siedono coperte da drappi arancioni che scendono dalla spalla del Buddha, per la cerimonia di benedizione.

Il Wat Phanan Choeng è un tempio buddista che si trova ad Ayutthaya sulla sponda orientale del Chao Phraya sul lato sud-orientale della confluenza con il Pa Sak.
Il tempio, in quanto parte del Parco storico di Ayutthaya, è una popolare attrazione turistica.

## Storia
Costruito nel 1324, circa 26 anni prima della fondazione ufficiale della città di Ayutthaya, il tempio era probabilmente in parte collegato ai primi insediamenti nell'area che presumibilmente includevano una comunità di 200 rifugiati cinesi fuggiti dalla dinastia Song.
Il grande vihan, l'edificio più alto all'interno del complesso del tempio, ospita un immenso Buddha seduto dorato alto 19 metri che risale al 1334. Questa statua è considerata un protettore dai marinai ed è chiamata Luang Pho Tho dai tailandesi e Sam Pao Kong dai cino-tailandesi.
La statua è stata restaurata più volte e, dopo il restauro del 1854, il re Mongkut la chiamò Phra Puttha Thrai Ratana Nayok.
Nel 1407 il tempio fu visitato da Zheng He, un ammiraglio eunuco musulmano cinese dello Yunnan, che elargì diversi doni in una grande cerimonia che vide presenti anche i reali siamesi, ed è oggi ricordato dai visitatori cino-tailandesi che visitano ancora il tempio in suo onore.